# جيورج ياكوب
جيورج ياكُبْ أو غيورغ ياكب (1278 - 1356 ه‍ / 1862 - 1937 م) هو مستشرق ألماني.
اشتهر بدراساته عن الأدب التركي. ألف بالألمانية كتباً عن «حياة البدو في العصر الجاهلي» و «جغرافيي العرب». وهو أستاذ المستشرق أنو ليتمان.